# Miguel José Carbajal Perfetti
Miguel José Carbajal Perfetti (Durazno, 9 de marzo de 1937 - Montevideo, 30 de enero de 2010) fue un periodista, docente y crítico de arte y cine uruguayo. Su carrera periodística incluyó una gran variedad de coberturas en temas nacionales e internacionales. 

## Biografía y trayectoria
Carbajal nacido en 1937, ingresó en 1961 al diario El País, en el que trabajó hasta su fallecimiento como periodista, jefe de redacción, columnista y director del Suplemento dominical.
Realizó trabajos y colaboraciones periodísticas en diversas publicaciones nacionales e internacionales y agencias de noticias. Trabajó como jefe zonal de Newsweek durante la guerra de las Malvinas; fue Secretario de Redacción de la Revista Mundo Jurídico y trabajó en MundoColor.
Tuvo una carrera multifacética que abarcó el periodismo, la escritura y la edición. Participó en el rescate de parte de las obras de Joaquín Torres García tras un incendio en Río de Janeiro en 1978.
Fue declarado Ciudadano ilustre del Departamento de Durazno.

### Coberturas internacionales
Como parte de su labor periodística, fue enviado especial y colaborador para cubrir e informar en una extensa variedad de guerras, conflictos y eventos políticos, entre ellos:
- Guerra de las Malvinas
- Plebiscito Chileno
- Guerrilla de San Salvador
- Guerra del Líbano
- Ocupación norteamericana en Granada
- Caída del muro de Berlín
- Sucesos políticos castrenses argentinos desde 1962
- Visita Juan Pablo II a Brasil
- Caída de Lidia Guelier en Bolivia
- Liberación de Huber Matos en Costa Rica
- Terremotos en México

### Experiencia en la Guerra de las Malvinas
En 1982 se convirtió en el único periodista extranjero en cubrir la guerra de Malvinas desde el lugar de los hechos: 
"Era jefe zonal de Newsweek y corresponsal de El País. Estalló la guerra y ese día los de Newsweek me llamaron a dos de la mañana y me avisaron que acababa de estallar la guerra, que los argentinos acaban de cometer la estupidez de invadir las Malvinas"
Una vez allí, contó cómo sintió que se encontraban los soldados argentinos y las diferencias con otros conflictos en los que informó desde el lugar de los hechos.
"Ni bien llegué me di cuenta de que era un desastre absoluto. Es muy fácil: mandaron conscriptos. No hubo personal de tropa en la isla, nada. Eran chiquilines que no sabían ni manejar el arma. Se hacían una especie de trinchera entre ellos y se morían de hambre y de frío. Sin apoyo ninguno. (...) Fue un caso único. Estuve en todos lados, en cuanta guerra y golpe de Estado hubo. Pero en esas ocasiones, además de mi había otros miles de periodistas. En Malvinas no; éramos ocho periodistas y el único extranjero era yo."

## Docencia
Su labor como docente incluyó el haber actuado como:
- Profesor de legislación laboral y administración industrial en la Universidad del Trabajo (UTU) entre 1965 y 1976.
- Profesor de Técnica Periodística III en el Instituto de Filosofía, Ciencias y Letras del Uruguay, desde 1982.
- Profesor de Periodismo Escrito en la Universidad Católica del Uruguay - Dámaso Antonio Larrañaga entre 1995 y 2000.

## Obras
- "Uruguay, Costa Atlántica"; Editorial Testoni
- "La verdad del Líbano"; Diario El País, 1982.
- “Casas presidenciales de Uruguay”; Presidencia de la República, 1999.[8]
- “Uruguay: El País y sus 19 Departamentos”; El País, Testoni Studios, 2007.[9]
- “Uruguay: The Best It Has to Offer” (Lo mejor de lo nuestro): Un libro que celebra los principales atributos culturales y sociales de Uruguay, 1998.
- “Carmelo de Arzadum: La esencia del Uruguay”; 1996. [10]
- “Punta Del Este”, Editorial Delroisee
- “Palacio Legislativo”, Editorial Testoni
- “Influencia de España en las Artes Visuales del Uruguay”, editado por Galería Latina.[11]
- "Alfredo Testoni", Ediciones Galería Latina. [12]